# La ausencia
 La ausencia  es una película de cortometraje de Argentina en colores  dirigida por Pablo Ramos Grad según su propio guion que tuvo como principales intérpretes a Pablo Galarza, Beba Grad, Sandro Nunziatta y Jorge Petraglia. Ha sido incluido en la compilación de películas titulada «Historias Breves I», primera edición del concurso de cortos del INCAA, considerada como una pieza fundamental para la formación de una generación renovada de directores/as de cine, que se llamó Nuevo Cine Argentino.
Junto con otros cortometrajes realizados por el grupo proveniente del Centro de Experimentación y Realización Cinematográfica (llamado Escuela Nacional de Experimentación y Realización Cinematográfica –ENERC- a partir del año 2011), de la Universidad de Buenos Aires y de la Escuela de Cine de Avellaneda, integraron el largometraje Historias breves que se estrenó el 19 de mayo de 1995 por haber sido los ganadores de un concurso realizado por el Instituto Nacional de Cine y Artes Audiovisuales en 1994.

## Sinopsis
Juan comprueba que un relojero solitario controla el destino de una esquina y trata de reemplazarlo.

## Reparto
- Niobe de Ducrey
- Pablo Galarza	...	Ladrón
- Beba Grad	...	Mujer en la esquina
- Javier Núñez
- Sandro Nunziatta
- Jorge Petraglia
- Héctor Ramos	...	Peatón
- Luciana Ramos…Conductora]]

## Comentarios
Sobre la película Historias breves de la que formó parte este cortometraje se escribió:
Alejandro Ricagno en El Amante del Cine escribió:

«Los rubros técnicos son, en su mayoría, impecables y están en función de la narración. Quiero decir: no son prolijitos para distraer o llenar huecos de estructura. Uno puede gustar más de alguno que de otro...pero se sale del cine...como quien ha visto un programa de cine compuesto por atractivas historias cortas con climas y búsquedas diversas.»

Claudio España en La Nación opinó:

«El trabajo de estos jóvenes no procura el artificio visual y su lenguaje fílmico se asienta en la imagen inmediata, sencilla y alejada de rebuscamientos.»

Rafael Granado en Clarín dijo:

«Muy buena...infrecuente calidad en todos los rubros...la creatividad en formato chico.»

Manrupe y Portela escriben:

«....de sorprendente calidad. Uno de los pocos estrenos innovadores (en lo estético y lo conceptual). Algunos (Ojos de fuego; Dónde y cómo..., Rey muerto se destacan, pero el nivel general es excelente. Mucho más que ejercicios formales»